# DARLING in the FRANXX
《DARLING in the FRANXX》是由TRIGGER和A-1 Pictures共同製作的日本原創機器人動畫作品，於2017年7月在Anime Expo公布作品消息，於2018年1月13日起東京都會電視台首播。官方简称为Darli-fra（ダリフラ）。
作品標題的「FRANXX」是有着少女外貌的巨大機械人，DARLING是女主角02稱呼男主角廣（016）的用詞。

## 故事
故事发生在遥远的未来。由于人类过度开采地球资源，地球变得荒芜而不再适合人类居住。人类在寻找新能源时发现了「熔岩燃料」，但「熔岩燃料」的开采会吸引来半机械生命体「叫龙」的攻击。为对抗叫龙，倖存的人類发明了人形战斗机甲「FranXX」，并將男孩和女孩訓練成「操縱者」（Parasite），配成一對共同駕駛 FRANXX 與叫龍作戰。其中一名男孩廣在過去被視為神童。但他在一次失敗後變得無法駕駛 FRANXX，這让他失去生存的欲望，直到他遇見一位名叫「02」的女性操縱者。故事由此展开。

## 登場角色
故事的主要角色屬於第13都市部隊，這支部隊被編為特殊部隊，特別是其駕駛的FRANXX的設計與其他部隊不同。這支部隊也是唯一一個以暱稱互相稱呼、而不是以編號互相稱呼的部隊（除了02以外），這些暱稱取自於他們各自編號的日語發音諧音。

### 主要角色
廣（Hiro，聲：上村祐翔、小清水亞美（幼少期））
本名「CODE：016」。曾被譽為神童，但長大後卻因為失去駕駛FRANXX的能力而被迫退居二線，一直在「鳥籠」中尋找自己的定位，在遇見02後與她搭檔，儘管曾出現過不適狀態，但卻是唯一一個在與02共同駕駛鶴望蘭三次後沒有死去的人。現在同伴的外號大多都是廣所取。
幼年時曾與02相遇，也是替她取了02這暱稱的人。在看到她接受不人道的殘酷實驗後協助其逃亡，之後被大人們追回，並消除了該段期間的記憶；之後性格與能力產生極大的變化，直到與02相遇後才慢慢恢復原本的樣子。於13話種植園戰鬥時恢復過去的記憶。
雖然能與02共同駕駛鶴望蘭，但除了會加速02的叫龍化，本身也會不斷叫龍化，逐漸成為非人之物。於14話種植園戰鬥時已超過臨界值；17話大裂縫作戰結束1個月後額頭上已經開始長出與02類似的犄角。
於動畫24話於02一同前往宇宙，外貌已與02一樣叫龍化長出藍色角，戰勝VIRM後與02化成光芒消失在宇宙當中。於結尾，和02一起轉生並在櫻花樹下再次相遇。
02（Zero Two，聲：戶松遙）
本名「CODE：002」。美麗而神祕年輕的女性，帶有兩個犄角，是博士根据「叫龍公主」的細胞的複製品。隸屬APE直屬的特屬近衛部隊中的菁英，別名「搭檔殺手」。根據9'α的描述，在9's時期被稱作“9'ι”（Nain Iota, Nine Iota）。
幼年時被FRANXX博士為首的研究者們進行了殘酷的非人道實驗，在與对此看不下去的廣一起逃亡後被取了02的稱呼，之後被大人們抓回並消除了該段期間的記憶，但本能上仍記得這段逃亡期間的甜蜜經歷，也堅信只有不斷打倒叫龍才能變成人類並遇見那时候的Darling。於13話種植園戰鬥時恢復過去的記憶。
大裂縫作戰結束後個性變化極大，與第13都市部隊的成員、尤其是女性們相處變得極為融洽。
於動畫24話於廣一同前往宇宙，戰勝VIRM後與廣化成光芒消失在宇宙當中。於結尾，和廣一起轉生並在櫻花樹下再次相遇。

### 操纵者（Parasite）

#### 第13都市部隊
五郎（Goro，聲：梅原裕一郎（第1－22話）→濱野大輝（第23－24話，僅限於TV放送版）、藤原夏海（幼少期））
本名「CODE：056」。廣與莓的好友，駕駛能力值出色的少年。在孩子們之間很擅長營造良好的氣氛。對搭檔的莓有著特別的感覺，但知道莓對廣有好感，為了不破壞彼此之間的關係而選擇不說出口。直到某次與叫龍作戰時受困，被不顧危險的莓救出後才第一次向對方表達了自己的真心。
24話決定環遊世界各地，一方面尋找可以用的機械素材，同時也試著找尋是否還有其他的孩子並給予幫助。十年後頭髮變短，與莓育有一名孩子（尚未出生）。
莓（Ichigo，聲：市之瀨加那）
本名「CODE：015」。廣的青梅竹馬，部隊的隊長，很在意廣，因此對成為廣搭檔的02抱持着警戒心與對抗心。也因此在02會對廣造成生命危險後對其痛斥與阻止兩人再次見面。
對五郎的告白有些訝異，但那時還無法弄懂自己的想法而保留了回答。之後，明白自己對廣的感情後曾向其告白與接吻，但在看到廣對02那毫不動搖的執著後領悟到自己難以介入，於是協助廣與02會面，並斬斷自己對廣的留戀。
24話十年後懷有身孕，證實是五郎的孩子，與十三部隊的孩子們深信廣與02總有一天會回到地上與她們重逢。
純位數（揃目）（Zorome，聲：田村睦心）
本名「CODE：666」。比起理性思考更喜歡按照感情行動的少年。對未來有好感，很在意她，時常與之鬥嘴，心思單純，對大人有很強烈的憧憬。平時一副高高在上的個性，對同期的夥伴們有著競爭意識，尤其是對廣，常稱他為愛哭鬼小子。但本性不壞，很會替同伴著想。
24話十年後與未來一同擔任學校的老師，依舊常與對方鬥嘴。
未來（Miku，聲：山下七海）
本名「CODE：390」。開朗而天真爛漫，也有著任性且不服輸的一面的美少女。對純位數有好感，很在意他，時常與之鬥嘴，甚至會因為純位數意圖換駕駛員而吃醋。
24話十年後不再綁雙馬尾，長髮中依稀有些作為老化現象的發白髮色，不過因為郁乃的研究有成，所以身體的老化現象似乎已和普通人相同。與純位數一同擔任學校的老師，依舊常與對方鬥嘴。
心（Kokoro，聲：早見沙織）
本名「CODE：556」。性格溫柔親切。雖然話不多，卻很深思熟慮。
在海邊舊人類的城市遺跡中拾獲一本生育手冊，從而得知關於以前人類繁衍後代的過程，之後一直想生下孩子作為自己曾經存活於世上的證明與希望。於18話和滿舉行結婚式時，被亂入的9'α和特殊部隊強行帶走，回到大夥身邊時被下記憶操作，忘了對滿的感情和生育的知識。第20話起有懷孕的嘔吐症狀。第22話證實懷孕。
第23话与满约定一同前行并交换了结婚戒指。於24話當中生下了與滿的小孩，並將其取名為"愛"。十年后与满一同生活，育有1男2女，并怀上了第4个孩子。
太（Futoshi，聲：後藤弘樹）
本名「CODE：214」。身材肥胖。很愛吃東西，登場時幾乎都在吃，尤其是愛吃麵包，甚至到了更衣間也在吃。非常喜歡心，在知道心與滿的關係後雖然十分悲傷，但仍選擇支持與祝福他們；18話時自願擔任心與滿婚禮的主持人。
於24話十年后負責孩子們食物的開發工作，並與一位短髮女性结婚，育有1男1女，并有了第3个孩子。
郁乃（生野）（Ikuno，聲：石上靜香）
本名「CODE：196」。冷靜沉着，不怎麼表現自己。喜歡讀書。雖然與滿的適性很好，但共同駕駛FRANXX時卻總是無法安定的同調，她曾試圖和莓一起駕駛FRANXX，這暗示她對莓抱有愛慕之情。在與太成為新搭檔後卻意外的適合，使機體的性能有著顯著的上升。
在向莓表達了自己的感情後，表情變得比之前要開朗許多。在二十一話的戰鬥中因為過量使用機體能源導致瞬間快速老化並白頭。
於24話（十年后）成为科学家，和助手直美一起解决了孩子们寿命短暫的问题。且因病在床。
滿（充）（Mitsuru，聲：市川蒼）
本名「CODE：326」。說話語氣有些冷嘲熱諷的特徵的少年。
小時候是個體弱多病的孩子，為了實現與廣一起搭乘FRANXX的約定而不惜使用生還率只有15%的ELIXIR藥劑注射讓自己可以成為駕駛員，但也因為廣忘記了當時的約定而對他產生了逆反的心理與競爭意識。由於與生野（郁乃）的同調越來越差，為了表現自己而和02一起駕駛「鶴望蘭」出擊，結果在戰鬥時說了廣的壞話而讓02不滿，令她使用全力駕駛，導致其身體不堪負荷而昏厥，之後不時需要服藥。與心成為搭檔後則未再使用藥物。
在知道廣失去了小時候的一段記憶而忘了當時的約定後，對他的態度開始有所軟化。與心成為搭檔後關係變得親密，大裂縫作戰後理解到自己愛著心，並安慰了想透過生下小孩證明自己的存在的心。於18話和心舉行結婚式，被亂入的9'α和特殊部隊強行帶走，回到大夥身邊時被下記憶操作，忘了對心的感情和記憶。
第23话與心约定一同前行並交换了结婚戒指。
於24話當中見證了心生下了小孩，並將其取名為"愛"。十年后與心一同生活，育有1男2女，並有了第4个孩子。

#### 第26都市部隊
090（聲：古川慎）
第26都市部隊的隊長。過去曾有因02的獨斷行動，造成自己失去搭檔的慘痛經驗。把13部隊的成員都當成新手看待，但最後被對方救回。
大裂口攻略作戰中，失去了自己部隊應守護的都市，還被七賢人命令隊伍全員用能量球自爆來阻止山脈型叫龍的履帶前進。

#### 其他
直美（Naomi，聲：小清水亞美）
本名「CODE：703」。廣的原搭檔，在與廣的連接測驗中失敗後被送回育成所，但在途中運送船遭到叫龍襲擊而下落不明，之後孩子們得到她已平安獲救的消息。
但在第13都市部隊回到育成所探訪時卻得知直美從未回來過，感覺敏銳的心覺得事情並不單純。
實際上是與其他被判定能力不足其他孩子們一同被Franxx博士秘密保存在冷凍室並進入睡眠狀態，最終話時與過去的同伴們再會，並且與郁乃一起進行科研工作。
081（聲：星野貴紀）
本名「CODE：081」。02原來的搭檔，正確來說是用完就丟的消耗品之一。在到達「櫻」時已經滿身是傷，最後在與叫龍的對戰後身亡。

### APE相關人員
娜娜（Nana，聲：井上麻里奈）
本名「CODE：007」。APE作戰本部的Parasite女性管理官，留著紅色長鬈髮，與13都市部隊的成員在過去於育成所時期就已經認識了，被13部隊的女孩們暱稱「娜娜(七)姊」。
起初對廣與02搭檔一事抱持反對意見，之後經七賢人下達指示廣與02組成搭擋後正式接納入13部隊。
為初期FRANXX的雌式寄駛員，與八為同個團隊之隊友；後在一次任務中駕駛的FRANXX遭毀壞，連同失去了搭檔而情緒崩潰。被調整記憶後失去搭檔的悲痛仍未完全抹消，有時仍會因某些事情觸發回憶。
在VIRM的斥侯部隊被擊退後回歸，但卻成了只能坐在輪椅上且無法進行對話的狀態。看過了八所拿出的FRANXX博士的留言後開始考慮起自己與孩子們的處境，並在自己無法離開輪椅時被孩子們安慰後決定開始行動。
娜娜（新任）（聲：伊藤靜）
在七恢復部分記憶而情緒崩潰而被APE回收後，出現在13都市部隊成員面前、自稱就是「七」的女性新管理官。與前任相反，沒有「爸爸們」的指令就不會採取任何行動，和孩子們的互動也很冷淡。有如機械般冷漠。在廣等人決定前往宇宙、真正的七回歸後與後者一起照顧著被留在地上的滿與心和其他的孩子們，隨著時間的流逝也逐漸變得有人情味許多。
哈奇（Hachi，聲：小西克幸）
本名「CODE：008」。APE作戰本部都市防衛的男性司令官。負責統率Parasite的成員們。紫髮平頭，擔任寄駛員時為長髮；性格較嚴肅。
為初期FRANXX的雄式寄駛員，與七為同個團隊之隊友；在七搭乘的FRANXX遭擊毀時第一個將受傷的七救出來，之後七發生的狀況都看在眼裡。
FRANXX博士／維爾納·弗蘭克（Dr.FRANXX / Werner Frank，聲：堀内賢雄）
FRANXX的設計者，頭部與手有部分皆已機械化的老人。與一般人員個性思想較不同，是02的保護者，對她十分的了解。在02年幼時曾對她進行過殘酷的實驗行為。對成為02搭檔的廣抱有一定的期待，並以實驗為目的對第13都市部隊進行著監視，於21話身亡。曾經想變為叫龍人。
過去是研究克隆主題的科學家，對人的生命極限十分感興趣，因此被七賢人挖角至APE，雖然開發出了不老不死的技術卻不打算對自己使用，視叫龍公主為世上最美麗的存在。
最終用盡一切將02送到了廣的身邊，在失血過多動彈不得的狀態下，死於設施的崩塌之中。
賢人（聲：玄田哲章（主席）、飛田展男（副主席）、古川慎、田島章寛）
統治人類的位指揮官，身穿白衣、臉戴面具。是APE、操縱者和FRANXX的領導者。七賢人的主席被稱為爸爸。
於大裂口作戰成功後，派遣兩名賢人去勸降叫龍公主。但從公主那曉知某種真相後，其中一人立刻變更目的直接刺殺公主，卻遭到反殺，另一人之後在驚慌之中跟著殺害。已知七賢人中有3人（包括主席、副主席）是偽裝人類的VIRM。
最終賢人的成員全體被主席與副主席吸走靈魂。

### 9's（Nines）
9's成員皆為Code:002的複製人。全體於對抗VIRM的火星戰役中壯烈成仁。
9'α（Nine Alpha，聲：齊藤壯馬）
APE直屬特殊部隊的隊長，髮色為金黃色，對於「爸爸」忠心不二，對13部隊、廣、02非常感興趣。
不過對心的一舉一動（想要孩子）感到噁心，當眾責罵心時，被郁乃賞了一巴掌。
自從9'δ與9'ε陣亡後，便對VIRM的宇宙部隊產生強烈的憎恨。
9'β（Nine Beta，聲：增田俊树）
APE直屬特殊部隊的隊員之一，髮色為水藍色。
9'γ（Nine Gamma，聲：江口拓也）
APE直屬特殊部隊的隊員之一，髮色為火紅色。
9'δ（Nine Delta，聲：佐仓绫音）
APE直屬特殊部隊的隊員之一，髮色為黃綠色。
21集中敵我不分，被VIRM的宇宙部隊分解機體後炸裂死亡。
9'ε（Nine Epsilon，聲：田丸笃志）
APE直屬特殊部隊的隊員之一，髮色為紫色，與9'δ同時死亡。
9'ζ、9'η、9'θ（Nine Zeta, Nine eta, Nine theta）
APE直屬特殊部隊的三名隊員，疑似三胞胎，髮色為銀白色。

### 叫龍
叫龍公主（聲：釘宮理惠）
本名「CODE：001」。叫龍的公主。
居住在某處火山下，身後有兩隻巨蟒型叫龍守護。稱前來勸降的七賢人為「偽人類」。
與其他叫龍不同，能理解人類的語言，但不是用聲帶進行發聲，而是用類似心電感應的方式和人類的腦內產生連結來直接溝通。
實為古代人「叫龍人」的最後一人。於21回將剩餘力量過渡給02與廣，之後消失無蹤。

## 登場機體

### 第13都市部隊
鶴望蘭（Strelizia）
廣與02的FRANXX機體。頭部有著尖角、以白色為主的機體。02單獨駕駛的情況下會進入Stampede Mode的四足野獸型態。配有名為「Queen Pike」的巨型長矛。
鶴望蘭·天燕（Strelizia Apus）
鶴望蘭的巨大FRANXX機體。
鶴望蘭·真·天燕（Strelizia True Apus）
鶴望蘭變身02新娘的巨大FRANXX機體。
飛燕草（Delphinium）
莓與五郎的FRANXX機體。持有兩把劍型武器「Envy Shop」。
雞冠莧（Argentea）
未來與揃目（純位數）的FRANXX機體。配備爪型武器「Night Claw」，擅長以高速進行接近戰。
金雀花（Genista）
開始時由心與太操縱的FRANXX機體，後改由心與滿駕駛。有著看似大衣的重裝甲，配有名為「Rook Sparrow」的附刺刀重型火砲。心曾在單獨駕駛的情況下進入過Stampede Mode的四足野獸型態，但只持續數秒就被滿制止。
折鶴蘭（Chlorophytum）
開始時由生野（郁乃）與滿操作的FRANXX機體，後改由生野與太駕駛。手臂上一對名為「Wing Spang」的部件足以令它飛行一段時間，內藏的高速機砲使它擅長打游擊戰和進行支援。

### 第13都市部隊以外的機體
第26部隊量產機
26部隊的FRANXX機體。机身以黑色為基礎，眼睛部位為護目鏡式，和13部隊的機體不同，無法呈現出表情。不過機體性能相當，以採取聯合攻擊為主。
九式
9's部隊的專用的白色FRANXX機體。與其他FRANXX機體不同，是由雄雌蕊都可以擔任機體和負責操作。

## 用語
APE
由來源、身分不明的科學家組成，統治人類的機構。
黄血球
人造血球，身為駕駛者的孩子們的血液中特有的成分，是與FRANXX進行同調時必需的化學物質。
ELIXIR注射
對於體質較弱的孩子們進行的藥劑注射。使其身為Parasite的適應性大幅提升，但有著只有15%生還率的副作用。
大人／小孩
在這個世界上已經進化的人類，“孩子”們都被以編號（Code Number）稱呼。
叫龍
襲擊人類的巨大生物們的總稱。以體型大小分為最小型的康拉德級（Conrad）、約有FRANXX兩倍大小的莫霍羅維奇級（Mohorovičić），一般簡稱莫霍級（Moho），和有著超大體型的古騰堡（Gutenberg）級，以及有古騰堡級數倍大小，力量足以掀翻生態堡的超雷曼級。就算是同級也有不同的姿態與能力。血液為藍色，有著會向熔岩燃料產生的能量反應處聚集的特性，必須破壞體內的核心才能將其消滅。在FRANXX被開發出來之前，擊破叫龍需要動用數枚核彈才行。
實際上是叫龍人所製造、用來對抗VIRM的生物兵器。
Stampede Mode
指FRANXX脫離操縱者的控制，變形、暴走狀態的情況。
第13生態堡「櫻」（Plantation Cerasus）
主人公們所屬的第13部隊被分配到的生態堡（Plantation）。由於02正式配屬至此處，所以被列入特別觀察的對象之中。
於第15話大裂口攻略戰中，在山脈型叫龍的強襲、西瓜蟲型叫龍們的入侵、巨臂型叫龍的鎮壓下，陷入半毀壞的地步。
第26生態堡「菊」（Plantation Coleostephus）
與「櫻」連接的生態堡。第15話大裂口攻略戰中被突然從正下方蹦出了山脈型叫龍擊沉。
寄生植物（Parasite）
FRANXX的搭乘、操縱者們的總稱。年紀都在十幾歲左右，只會給予戰鬥所需的情報與資料，除此之外的事項皆為封鎖狀態，操縱者會給予編號互相稱呼，在作息時間與活動空間都有著嚴格的管制。只有13都市部隊成員是因為廣的提議與命名才有了各自的名字。
雌蕊／雄蕊（Pistil／Stamen）
FRANXX的女性操縱者被稱為雌蕊（Pistil），男性被稱為雄蕊（Stamen）。
FRANXX
人類為了對抗叫龍所制作的機械人兵器。
其運動性能與可施展的動作完全依照雌蕊的身體狀態而定，在受創時對雌蕊會產生幻痛，受創嚴重的話會導致雌蕊昏厥使機體性能停止。必須要在雄蕊與雌蕊互相信賴的情況下才能發揮出機體真正的性能。
已知在搭乘的情況下會造成駕駛員的老化，如未來在大裂縫作戰後就有頭髮髮根開始變白的情況發生，若是一次大量使用機體的能量，就會像生野（郁乃）那樣瞬間白頭。
試作型的FRANXX為單人駕駛模式，由於當時大人的駕駛員已失去生殖能力而無法滿足啟動機體的需求，才需要投入具有黃血球、擁有生殖能力的孩子們駕駛，並改成現在的雙人駕駛模式。
正極性脈衝／負極性脈衝（Positive Pulse／Negative Pulse）
搭乘FRANXX時，兩名操縱者之間必須同調，為此稱之為兩人（操縱者）所發出的信號。
米斯特爾汀（Misteltein）
通稱「鳥籠」。種植園（Plantation）內“孩子”們所生活的區域。
魔物與王子殿下
02在年幼時所獲得的繪本，而她亦在此學懂「Darling」一詞。
繪本內容講述身為魔物的公主希望與人類王子結婚，公主之後找到魔女並求她將自己變為人類，但時限一到公主便會打回原型，必須殺掉王子才能維持人類外表，最終公主不忍而毅然離去。
叫龍人
於本作故事開始前的6000萬年前的太古時代，與來自宇宙的侵略者VIRM交戰、和現在的人類有著完全不同的文明的古代種族。
VIRM
來自宇宙的侵略者，被叫龍公主稱為「真正的敵人」而一直警戒著。
要求宇宙中其他生命體捨棄肉體並與他們加以同化的侵略者，不從者就會對其展開全面戰爭。對於人類意見保持中立的態度

## 電視動畫

### 製作人員
- 原著作者：Code:000
- 導演：錦織敦史
- 副導演：赤井俊文
- 劇本統籌：錦織敦史、林直孝
- 人物設定、總作畫監督：田中將賀
- 機械設定：小山重人（日语：コヤマシゲト）
- 動作監修：今石洋之
- 米斯特爾汀設計：中村章子
- 叫龍設計：岩崎將大
- 美術設定：塩澤良憲
- 美術監督：平柳悟
- 色彩設計：中島和子
- 3D總監：釣井省吾、雲藤隆太
- 3DCG：Khara、A-1 Pictures
- Monitor Graphics：座間香代子
- 攝影監督：佐久間悠也
- 音樂：橘麻美
- 音響監督：秦昌二
- 編集：三嶋章紀
- 動畫製作：TRIGGER、CloverWorks（A-1 Pictures高圓寺工作室）[註 1]

### 主題曲
片頭曲《KISS OF DEATH (Produced by HYDE)》（第2話－第5話、第7話－第12話、第14話－第20話、第22話－第23話）
作詞、作曲：HYDE，編曲：HYDE、Carlos K.，主唱：中島美嘉
第15話做為片尾曲使用。
第15話前使用歌詞第一段，第16話起使用歌詞第二段。
片尾曲
未特別註明者，作詞、作曲、編曲為杉山勝彦，主唱為XX:me［02（戶松遙）、莓（市之瀨加那）、未來（山下七海）、心（早見沙織）、生野（石上靜香）］
（第1話－第6話）
（第7話）
《Beautiful World》（第8話－第12話、第14話）
（第13話）
主唱：XX:me［02（戶松遙）］
《Escape》（第16話－第20話）
（第21話－第23話）

### 各話列表
| 話數   | 日文標題 | 中文標題              | 劇本            | 分鏡       | 演出                     | 作畫監督 | 作畫監督           | 動畫製作     |
| 話數   | 日文標題 | 中文標題              | 劇本            | 分鏡       | 演出                     | 角色 | 機械               | 動畫製作     |
| ------ | -------- | --------------------- | --------------- | ---------- | ------------------------ | --- | ------------------ | ------------ |
| 第1話  |          | 兩位孤獨者            | 錦織敦史        | 今石洋之   | 赤井俊文                 | 田中將賀 | 不適用             | A-1 Pictures |
| 第2話  |          | 連接的意義            | 林直孝          | 中村章子   | 中村章子                 | 馬場、馬場充子 中村直人                                                                                         | 淺賀和行、岩崎將大 | A-1 Pictures |
| 第3話  |          | 戰鬥人偶              | 大塚雅彦        | 赤井俊文   | 赤井俊文                 | 河野惠美 | 不適用             | A-1 Pictures |
| 第4話  |          | 比翼雙飛              | 林直孝          | 摩砂雪     | 下平佑一                 | 岩崎將大、長谷川哲也 中村真由美                                                                                 | 不適用             | TRIGGER      |
| 第5話  |          | 你的荆刺 對我刻下印記 | 林直孝          | 高雄統子   | 高雄統子                 | 愛敬由紀子 | 不適用             | A-1 Pictures |
| 第6話  |          | DARLING in the FRANXX | 林直孝          | 雨宮哲     | 宮島善博                 | 米山舞、杉本米歇爾                                                                                              | 不適用             | TRIGGER      |
| 第7話  |          | 流星MORATORIUM        | 山崎莉乃        | 谷田部透湖 | 谷田部透湖               | 山口智 | 不適用             | A-1 Pictures |
| 第8話  |          | 男生×女生             | 林直孝          | 岡村天齋   | 岡村天齋                 | 長谷川哲也、山口加奈                                                                                            | 不適用             | TRIGGER      |
| 第9話  |          | TRIANGLE BOMB         | 山崎莉乃        | 初見浩一   | 小野龍太                 | 高橋沙妃、杉山和隆                                                                                              | 河野恵美           | A-1 Pictures |
| 第10話 |          | 永遠的都市            | 大塚雅彦        | 小倉陳利   | 中園真登                 | 齊藤健吾、山口加奈                                                                                              | 不適用             | TRIGGER      |
| 第11話 |          | 調換搭檔              | 瀨古浩司        | 鹿間貴裕   | 鹿間貴裕                 | 鹿間貴裕 | 鹿間貴裕           | A-1 Pictures |
| 第12話 |          | 花園／起始之庭        | 林直孝          | 赤井俊文   | 宮島善博                 | 三宮昌太、半田修平 杉本米歇爾                                                                                   | 不適用             | TRIGGER      |
| 第13話 |          | 魔物與王子殿下        | 林直孝          | 高雄統子   | 岡本學                   | 田村里美、川妻智美 小林由美、杉薗朗子 竹田直樹、野野下伊織 宮崎詩織、西井輝實                                   | 淺賀和行           | CloverWorks  |
| 第14話 |          | 罪與告白              | 瀨古浩司        | 長井龍雪   | 金子祥之                 | 長谷川哲也、中村真由美                                                                                          | 不適用             | TRIGGER      |
| 第15話 |          | 比翼鳥                | 瀨古浩司        | 錦織敦史   | 赤井俊文                 | 岩崎將大 | 金世俊             | CloverWorks  |
| 第16話 |          | 我們的日常            | 山崎莉乃        | 舛成孝二   | 伊藤祐毅                 | 山口智、馬場充子                                                                                                | 不適用             | CloverWorks  |
| 第17話 |          | 樂園                  | 林直孝          | 入江泰浩   | 益山亮司                 | 西井輝實 | 不適用             | CloverWorks  |
| 第18話 |          | 櫻花綻開之時          | 林直孝          | 岡村天齋   | 河合滋樹                 | 本村晃一、波部崇 杉生祐一、松本顯吾                                                                             | 不適用             | A-1 Pictures |
| 第19話 |          | 偽人類們              | 大塚雅彦        | 神戶守     | 原田孝宏                 | 髙田晃 | 不適用             | CloverWorks  |
| 第20話 |          | 新的世界              | 林直孝          | 長井龍雪   | 黑木美幸                 | 空賀萌香、大舘康二                                                                                              | 林勇雄             | CloverWorks  |
| 第21話 |          | 為了最愛的你          | 林直孝          | 岡本學     | 岡本學                   | 河野惠美、高橋沙妃 高橋尚矢、川上大志                                                                           | 淺賀和行           | CloverWorks  |
| 第22話 |          | 觀星者                | 瀨古浩司        | 高雄統子   | 高雄統子                 | 馬場充子、杉山和隆 田中將賀、田中裕介 高橋沙妃、川上大志 高橋尚矢、空賀萌香                                     | 不適用             | CloverWorks  |
| 第23話 |          | DARLING in the FRANXX | 林直孝          | 赤井俊文   | 赤井俊文 原田孝宏        | 山口智、金世俊 岩崎將大、田中將賀                                                                               | 不適用             | CloverWorks  |
| 最終話 |          | 不要離開我            | 林直孝 錦織敦史 | 錦織敦史   | 錦織敦史 岡本學 黑木美幸 | 大舘康二、淺賀和行 西井輝実、杉山和隆 田中裕介、高橋沙妃 馬場充子、川上大志 道下康太、髙田晃 錦織敦史、田中將賀 | 不適用             | CloverWorks  |

### 播放電視台
日本深夜動畫：下文記載的日本国内播放時間使用日本標準時間（UTC+9）表示。因為部分時間标识會採用30小时制，因此請留意这类超过24:00的时间，其實際播放時間為翌日清晨。
| 播放日期                                     | 播放時間（UTC+9）                                 | 播放電視台     | 播放區域       | 備註                                 |
| -------------------------------------------- | ------------------------------------------------- | -------------- | -------------- | ------------------------------------ |
| 2018年1月13日－7月7日                        | 星期六晚上 23:30 - 24:00                          | TOKYO MX       | 東京都         | 製作参加                             |
|                                              |                                                   | 栃木電視台     | 栃木縣         |                                      |
|                                              |                                                   | 群馬電視台     | 群馬縣         |                                      |
|                                              |                                                   | BS11           | 日本全國       | 製作参加 / 衛星電視 / 『ANIME+節目』 |
| 2018年1月14日－4月1日 2018年4月8日－7月8日   | 星期六深夜 26:29 - 26:59 星期六深夜 26:10 - 26:40 | 朝日放送       | 近畿廣域圏     | 『ABC深夜動畫』                      |
|                                              | 星期六深夜 26:39 - 27:10 星期六深夜 26:44 - 27:15 | 名古屋電視台   | 中京廣域圏     | 製作参加                             |
| 2018年1月16日－7月10日                       | 星期二晚上 23:30 - 24:00                          | AT-X           | 日本全域       | 衛星電視 / 有重播節目                |
| 2018年1月19日－7月13日                       | 星期四深夜 27:00 - 27:30                          | 廣島HOME電視台 | 廣島縣         |                                      |
| 2018年1月20日－3月30日 2018年4月7日－7月14日 | 星期五深夜 26:18 - 26:48 星期五深夜 26:14 - 26:44 | 山陰放送       | 鳥取縣・島根縣 | 監督的出身地（鳥取縣）               |
| 2018年1月23日－7月17日                       | 星期一深夜 26:45 - 27:15                          | 琵琶湖放送     | 滋賀縣         | 節目有重播                           |

2018年2月3日，爱奇艺动漫（非爱奇艺台湾站）在微博发表声明称，由于不可抗力，将《DARLING in the FRANXX》暂时下线。雖已于2月13日重新上线，但对影片进行了部分删减。

### BD&DVD
| 卷數 | 發行日期       | 收錄話數       | 規格編號      | 規格編號      |
| 卷數 | 發行日期       | 收錄話數       | BD限定版      | DVD限定版     |
| ---- | -------------- | -------------- | ------------- | ------------- |
| 1    | 2018年4月25日  | 第1話－第3話   | ANZX-14441/2  | ANZB-14441/2  |
| 2    | 2018年5月30日  | 第4話－第6話   | ANZX-14443/4  | ANZB-14443/4  |
| 3    | 2018年6月27日  | 第7話－第9話   | ANZX-14445/6  | ANZB-14445/6  |
| 4    | 2018年7月25日  | 第10話－第12話 | ANZX-14447/8  | ANZB-14447/8  |
| 5    | 2018年8月29日  | 第13話－第15話 | ANZX-14449\50 | ANZB-14449\50 |
| 6    | 2018年9月26日  | 第16話－第18話 | ANZX-14451/2  | ANZB-14451/2  |
| 7    | 2018年10月24日 | 第19話－第21話 | ANZX-14453/4  | ANZB-14453/4  |
| 8    | 2018年11月28日 | 第22話－第24話 | ANZX-14455/6  | ANZB-14455/6  |

## 漫畫化
由矢吹健太朗負責作畫，2018年1月14日開始在集英社的網路漫畫連載平台少年JUMP+上進行連載、全8卷。
| 冊數 | 集英社        | 集英社                 | 東立出版社                  | 東立出版社                                                  |
| 冊數 | 發售日期      | ISBN                   | 發售日期                    | ISBN                                                        |
| ---- | ------------- | ---------------------- | --------------------------- | ----------------------------------------------------------- |
| 1    | 2018年2月2日  | ISBN 978-4-08-881454-4 | 2021年5月14日               | ISBN 978-957-26-6460-5                                      |
| 2    | 2018年5月2日  | ISBN 978-4-08-881493-3 | 2021年9月2日                | ISBN 978-957-26-6461-2                                      |
| 3    | 2018年10月4日 | ISBN 978-4-08-881620-3 | 2021年12月10日              | ISBN 978-957-26-6462-9                                      |
| 4    | 2019年2月4日  | ISBN 978-4-08-881752-1 | 2022年1月10日 2022年1月17日 | ISBN 978-957-26-7967-8（首刷限定版） ISBN 978-957-26-6463-6 |
| 5    | 2019年5月2日  | ISBN 978-4-08-881854-2 | 2022年2月10日               | ISBN 978-957-26-8239-5（首刷限定版） ISBN 978-957-26-6464-3 |
| 6    | 2019年9月4日  | ISBN 978-4-08-882048-4 | 2022年4月21日 2022年4月28日 | ISBN 978-957-26-8419-1（首刷限定版） ISBN 978-957-26-6465-0 |
| 7    | 2020年1月4日  | ISBN 978-4-08-882196-2 | 2022年6月24日 2022年7月1日  | ISBN 978-957-26-8942-4（首刷限定版） ISBN 978-957-26-6466-7 |
| 8    | 2020年4月3日  | ISBN 978-4-08-882277-8 | 2022年7月22日               | ISBN 978-957-26-9002-4（首刷限定版） ISBN 978-957-26-6467-4 |

《DARLING in the FRANXX！》由mato繪製的四格漫畫，於2018年1月14日開始在少年JUMP+連載，每周日、周一、周二配信。
| 冊數 | 集英社        | 集英社                 |
| 冊數 | 發售日期      | ISBN                   |
| ---- | ------------- | ---------------------- |
| 全   | 2018年10月4日 | ISBN 978-4-08-881621-0 |

## 相关條目
- 金枝：巫术与宗教之研究（剧情设定上的巨大影响）

## 外部連結
- 電視動畫《DARLING in the FRANXX》官方網站 （页面存档备份，存于）（日語）
- 網路漫畫「DARLING in the FRANXX」第一話 （页面存档备份，存于）（日語）
- 網路漫畫「だーりん·いん·ざ·ふらんきす!」第一話 （页面存档备份，存于）（日語）
- 電視動畫《DARLING in the FRANXX》官方的X（前Twitter）（日語）